# Boterslootse Molen
De Boterslootse Molen aan de Grotewaard 1 in Noordeloos in de Nederlandse gemeente Molenlanden is een wipmolen die in 1837 is gebouwd ter vervanging van een in dat jaar na blikseminslag afgebrande molen op dezelfde plaats. De molen bemaalde tot 1956. In 1960 kocht de gemeente de Boterslootse Molen voor het symbolische bedrag van 1 gulden van het polderbestuur. De molen is maalvaardig en bemaalt thans op vrijwillige basis de polder. In de Boterslootse Molen bevindt zich een woning.
De Boterslootse Molen is sinds 1991 eigendom van de SIMAV.